# Серенгеті (порода)
Серенгеті (англ. Serengeti cat) — порода кішок, виведена як гібрид бенгальської кішки і орієнтальної. Серенгеті були визнані як окрема порода по TICA.